# Jaume Esparrica i Reverter
Jaume Esparrica i Reverter (Vilalba Sasserra, 1952) és delineant i assessor tècnic d'assegurances, i va ser alcalde de Vilalba Sasserra del 1979 al 1991.
L'any 1979 es presentà candidat a l'alcaldia de Vilalba Sasserra com a independent. Sortí elegit i governà tres mandats, del 4 d'abril del 1979 al 28 de juny del 1991. A partir del 1991, i fins al 1999, va ser regidor per l'Alternativa Convergent per Vilalba. Entre la seva obra de govern podem esmentar la catalanització del nom del poble, la fixació de l'escut municipal, l'Ateneu i la inauguració de la plaça de la Guineu.